# Carpelimus heidenreichi
Carpelimus heidenreichi är en skalbaggsart som först beskrevs av Benick 1934.  Carpelimus heidenreichi ingår i släktet Carpelimus, och familjen kortvingar. Arten är reproducerande i Sverige.